# 格里·佩顿
傑拉爾德·“格里”·約瑟夫·佩顿 （Gerald "Gerry" Joseph Peyton ，1956年5月20日—），出生於英格蘭伯明罕，前足球運動員，現為英超球會阿仙奴的守門員教練。
佩頓職業生涯十分漫長，曾代表十間球會作為守門員，出場最多的是般尼茅夫和富咸。佩頓有超過六百次聯賽的出場，同時為愛爾蘭出場33場國際賽。
佩頓曾拒絕英格蘭U21足球隊的徵召，選擇了代表他父母的出生地愛爾蘭。
在加盟阿仙奴前，曾執教日本和瑞典的球會。

## 外部連結
- （英文） 阿仙奴官網簡介 （页面存档备份，存于）